# Hayato Hirose
Hayato Hirose (jap. 広瀬 勇人, Hirose Hayato; * 1974 in Tokio) ist ein japanischer Komponist und Dirigent im Blasmusik-Bereich.

## Wirken
Neben seiner Komponistenkarriere dirigierte Hayato Hirose die Uraufführungen vieler neuer Kompositionen. Er war auch Vize-Dirigent beim Greater Marlborough Symphony Orchestra, dem Boston Conservatory Repertoire Orchestra und musikalischer Leiter des Chorus Boston (ein internationaler gemischter Chor). Hirose absolvierte sein Diplomstudium am Boston Conservatory und sein professionelles Studium am Tokyo Conservatoire Shobi. Derzeit studiert er am Lemmens-Institut in Belgien beim Komponisten Jan Van der Roost. Weitere Kompositionslehrer sind Andy Vores, John Clement Adams und Yoriaki Matsudaira. Dirigieren studierte er u. a. bei Peter Cokkinias und Horn bei Hiroshi Yamagishi. Darüber hinaus ist er Mitglied der Nationalen Gesellschaft für Komponisten der USA (NACUSA).

## Werke

### Werke für Blasorchester
- 2004 American Overture for Concert Band
- Captain Marco
- Marching Blues
- Norman Rockwell Suite
- Pirate's Dream
  1. Introduction and Depature
  2. Banquet in the Foreign Land
  3. Longing in the Moon Light
  4. Hurricane and Treasure Island
- The Bremen town musicians nach Grimm's Märchen

## Auszeichnungen
Seit er im Alter von zwanzig Jahren mit dem Komponieren begann, hat Hirose zahlreiche Ehrungen und Preise empfangen. Darunter sind zu nennen der Wettbewerb junger Komponisten der Internationalen Gesellschaft für Zeitgenössische Musik (ISCM), japanische Abteilung, der Tokioter Internationale Kammermusik-Kompositionswettbewerb und der Wettbewerb „KYOEN - The Prosperous Future for Band into the 21st Century“. Außerdem erhielt er Aufträge aus verschiedenen Ländern, darunter Japan, Vereinigte Staaten, Kanada, Deutschland, Frankreich und die Niederlande.
| Personendaten    | Personendaten                                           |
| ---------------- | ------------------------------------------------------- |
| NAME             | Hirose, Hayato                                          |
| ALTERNATIVNAMEN  | 広瀬勇人 (japanisch)                                    |
| KURZBESCHREIBUNG | japanischer Komponist und Dirigent im Blasmusik-Bereich |
| GEBURTSDATUM     | 1974                                                    |
| GEBURTSORT       | Tokio                                                   |